# Sotillo de la Ribera
Sotillo de la Ribera ist ein nordspanischer Ort und eine Gemeinde (municipio) mit 470 Einwohnern (Stand: 2024) im Süden der Provinz Burgos in der Autonomen Gemeinschaft Kastilien-León. Zur Gemeinde gehört auch der bereits im frühen 19. Jahrhundert eingemeindete Weiler (pedanía) Pinillos de Esgueva.

## Lage und Klima
Der Ort Sotillo de la Ribera liegt am südlichen Rand des Esgueva-Tals in einer Höhe von etwa 850 m. Die Stadt Burgos ist gut 71 km (Fahrtstrecke) in nördlicher Richtung entfernt; die nächstgelegene Stadt ist Aranda de Duero (ca. 18 km südöstlich). Das Klima im Winter ist oft rau, im Sommer dagegen meist gemäßigt und warm; Regen (ca. 475 mm/Jahr) fällt überwiegend im Winterhalbjahr.

## Bevölkerungsentwicklung
| Jahr      | 1857  | 1900  | 1950  | 2000 | 2017 |
| Einwohner | 1.339 | 1.461 | 1.506 | 611  | 490  |

Die Mechanisierung der Landwirtschaft und die Aufgabe bäuerlicher Kleinbetriebe führten seit den 1950er Jahren zu einem Mangel an Arbeitsplätzen und in der Folge zu einem deutlichen Rückgang der Einwohnerzahlen (Landflucht).

## Wirtschaft
In früheren Zeiten waren Sotillo de la Ribera und der ca. 6 km nördlich gelegene Weiler Pinillos de Esgueva sich selbst versorgende Bauerndörfer im fruchtbaren Esgueva-Tal. Die Feldarbeit wird heute von nur wenigen Bauern verrichtet; wobei der Weinbau eine wichtige Rolle spielt, denn der Ort gehört zum Weinbaugebiet Ribera del Duero. Einige Häuser werden im Sommer als Ferienwohnungen (casas rurales) vermietet.

## Geschichte
Aus keltischer, römischer, westgotischer und islamischer Zeit wurden bislang keine Zeugnisse gefunden. Im 8. und frühen 9. Jahrhundert befand sich die Gegend unter islamischem Einfluss, doch wurde das Gebiet wegen des ungewohnt rauen und regnerischen Klimas von den Berbern weder dauerhaft besiedelt noch verteidigt. Ende des 9. Jahrhunderts erhielt der kastilische Graf Diego Rodríguez Porcelos von König Alfons III. von Asturien den Auftrag zur Wiederbesiedlung (repoblación) des entvölkerten Landes. Im Jahr 1667 erhielt der aufstrebende Ort die Stadtrechte (villa). Vom 17. bis ins 19. Jahrhundert hinein gehörten der Ort und sein Umland zur Grundherrschaft (señorio) der Herzöge von Lerma.

## Sehenswürdigkeiten

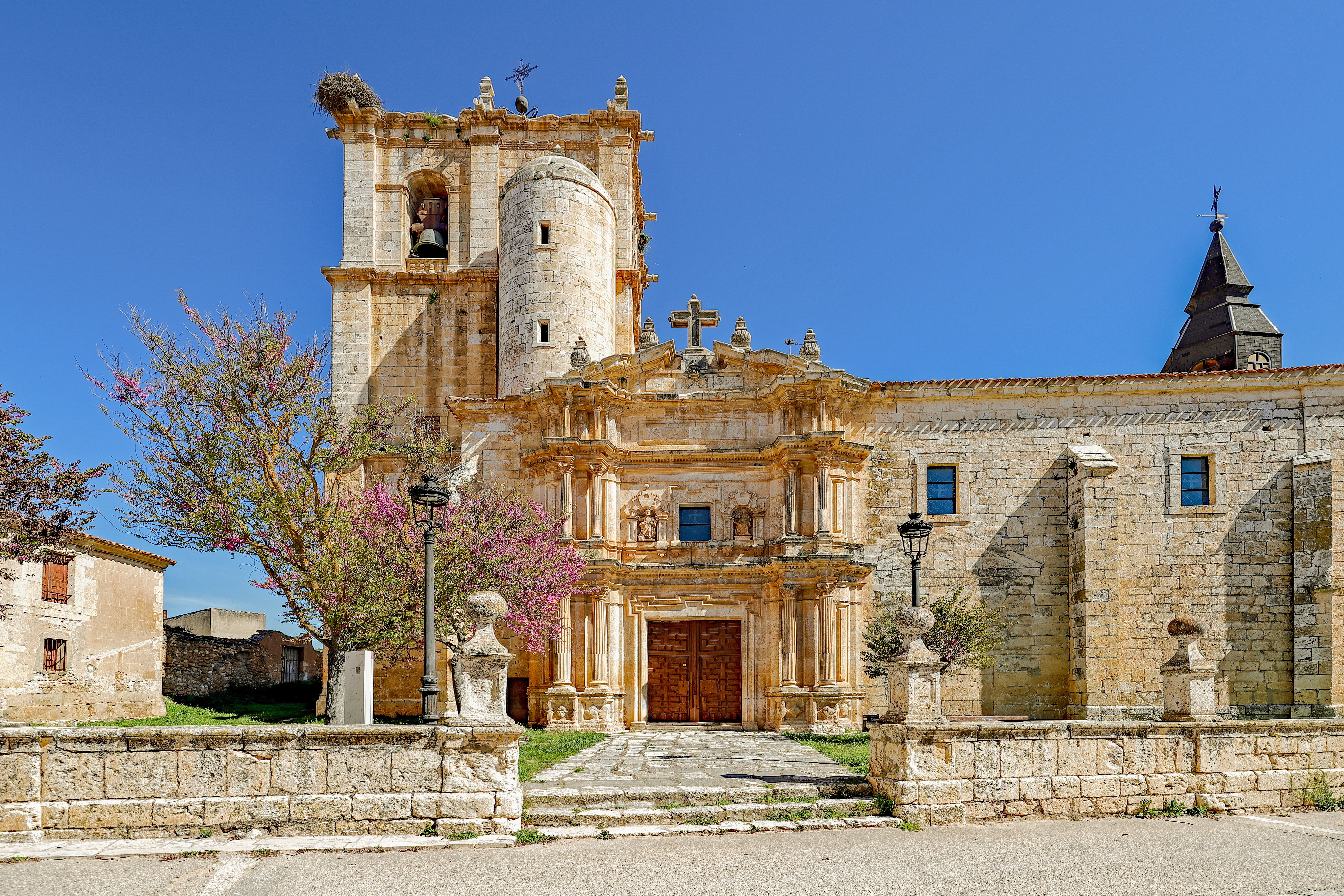
Iglesia de Santa Águeda

- Die im 16. und 17. Jahrhundert erbaute Iglesia de Santa Águeda ist der hl. Agatha von Catania geweiht und steht im Ortszentrum; der von einem runden Treppenturm begleitete Glockenturm (campanario) wurde in den Jahren 1732 bis 1740 hinzugefügt. Das eher strenge Barockportal mit seinem gesprengten Giebel aus der Mitte des 18. Jahrhunderts gehört zu den imposantesten Beispielen der Architektur dieses Stils in der Provinz Burgos. Das Kircheninnere ist dreischiffig; bemerkenswert sind drei barocke Altarretabel (retablos) in den Apsiden sowie mehrere Sakralfiguren.[4]
- Die Ermita de Santa Ana ist eine kleine Kapelle im Ortszentrum; sie besitzt einen hübschen Glockengiebel.
- Die äußerlich eher schichte Casa de la Bótica stammt vom Ende des 17. Jahrhunderts.
- Das dreiportalige Rathaus (Palacio del Ayuntamiento) wurde im Jahr 1781 fertiggestellt.
- Der Palacio de los Serrano wurde in der Mitte des 18. Jahrhunderts erbaut. Er dient heute als Hotel und Veranstaltungsort.[5]
- Eine am Ortsrand gelegene und von abgetreppten Steinen eingefasste Quelle (fuente) diente auch als Viehtränke (abrevadero).
- In der näheren Umgebung des Ortes befinden sich mehrere Felsenkeller (bodegas).

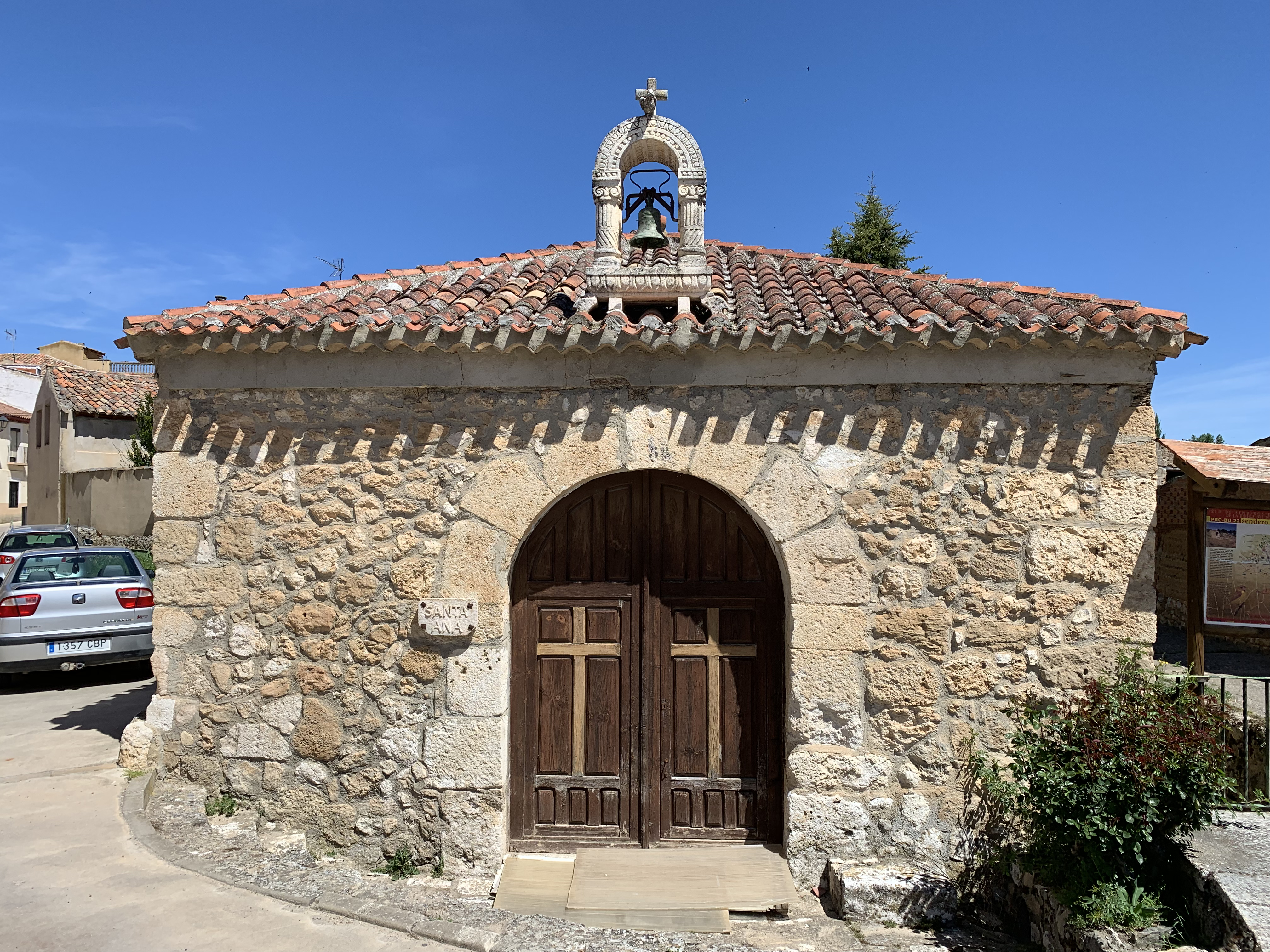
Ermita de Santa Ana
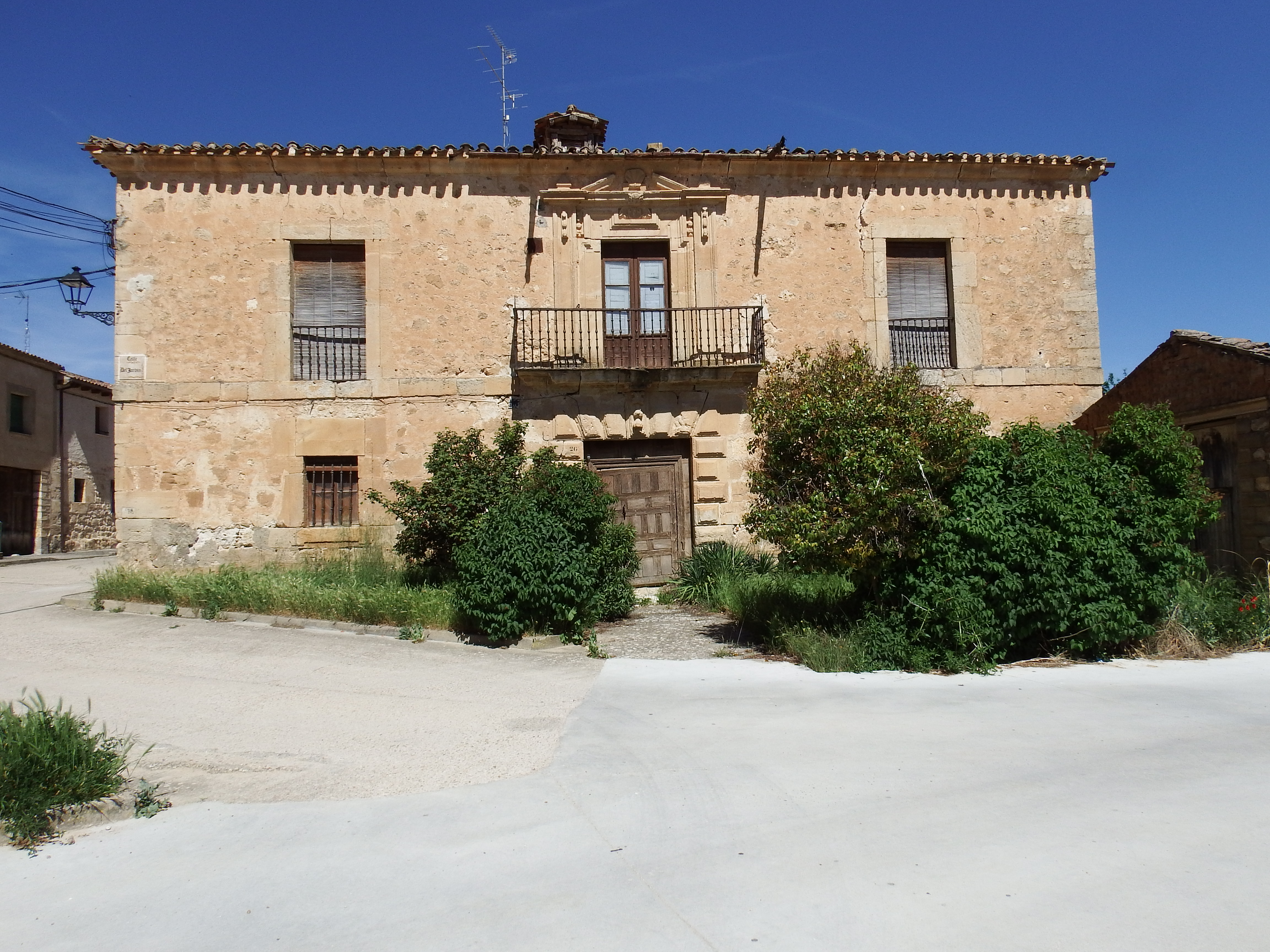
Casa de la Botica
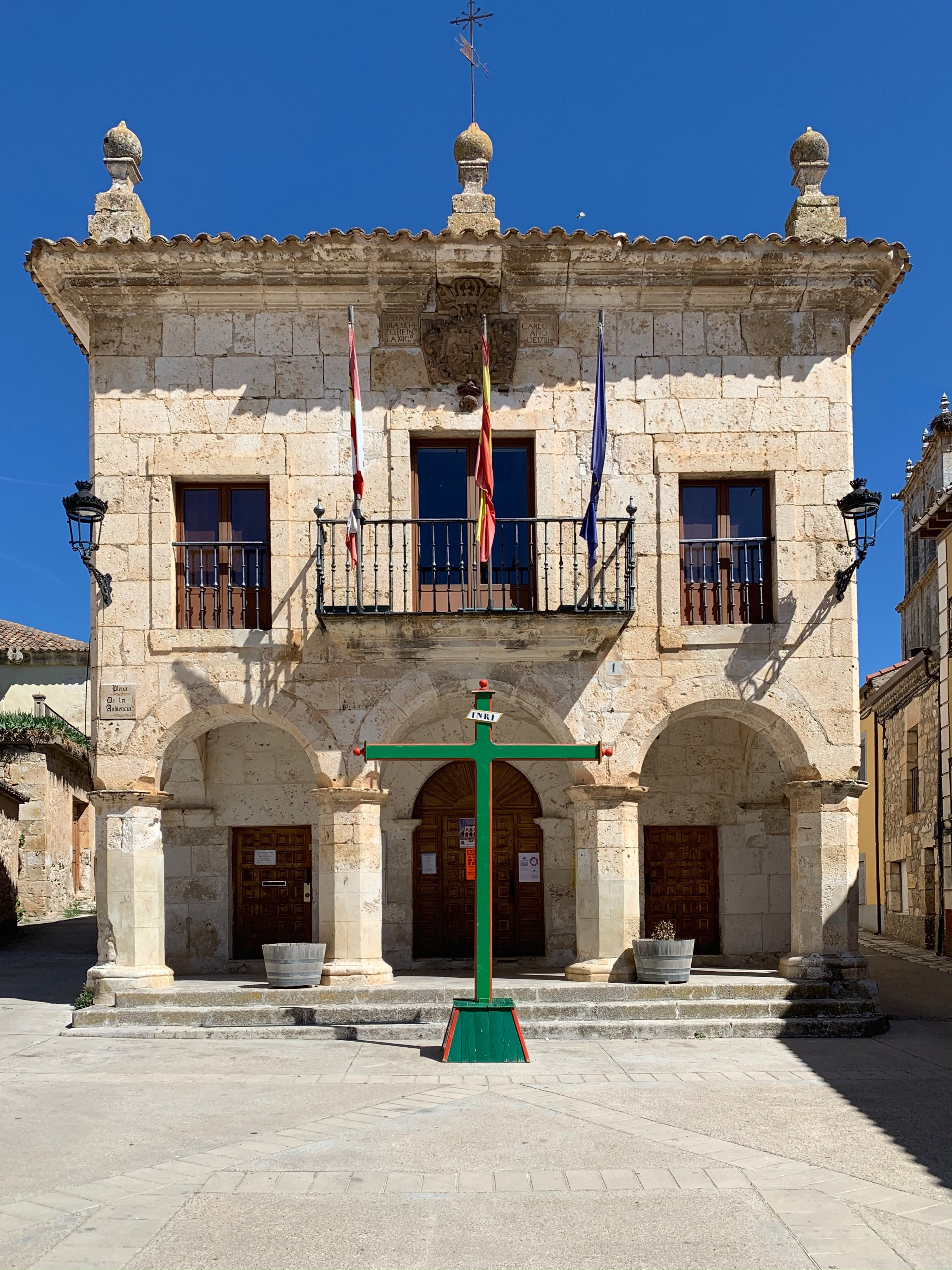
Rathaus
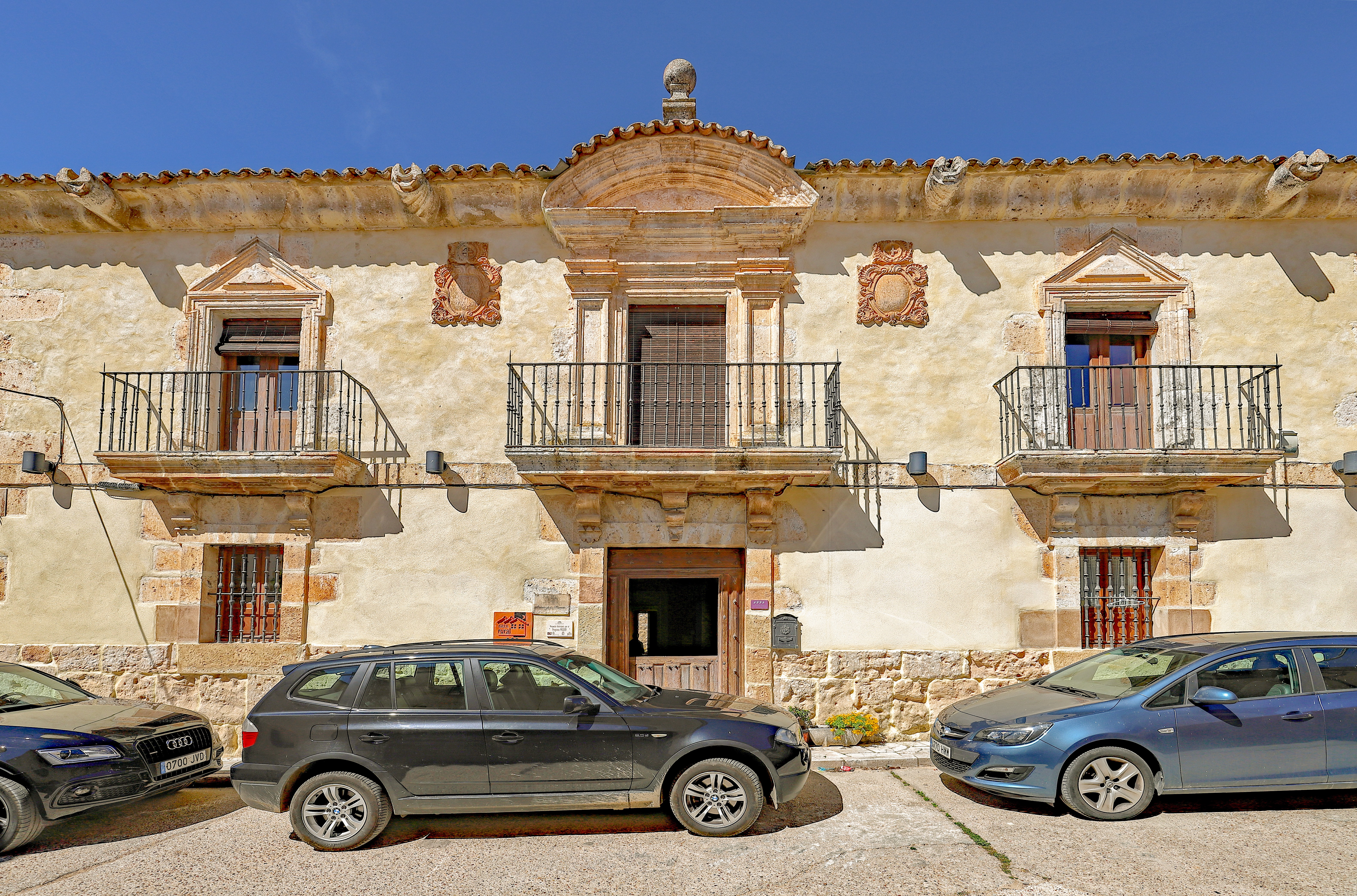
Palacio de los Serrano
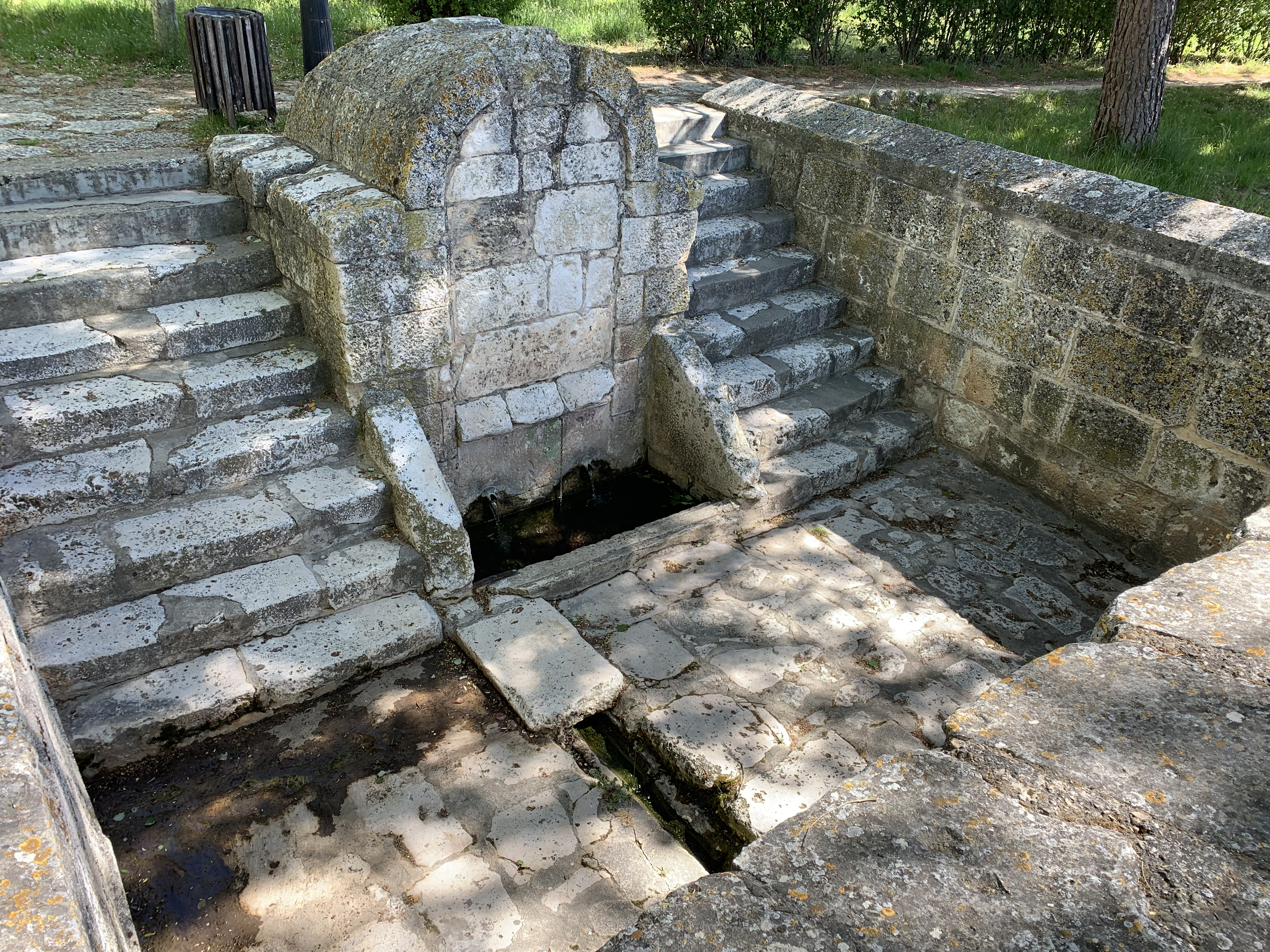
Quelle (fuente)
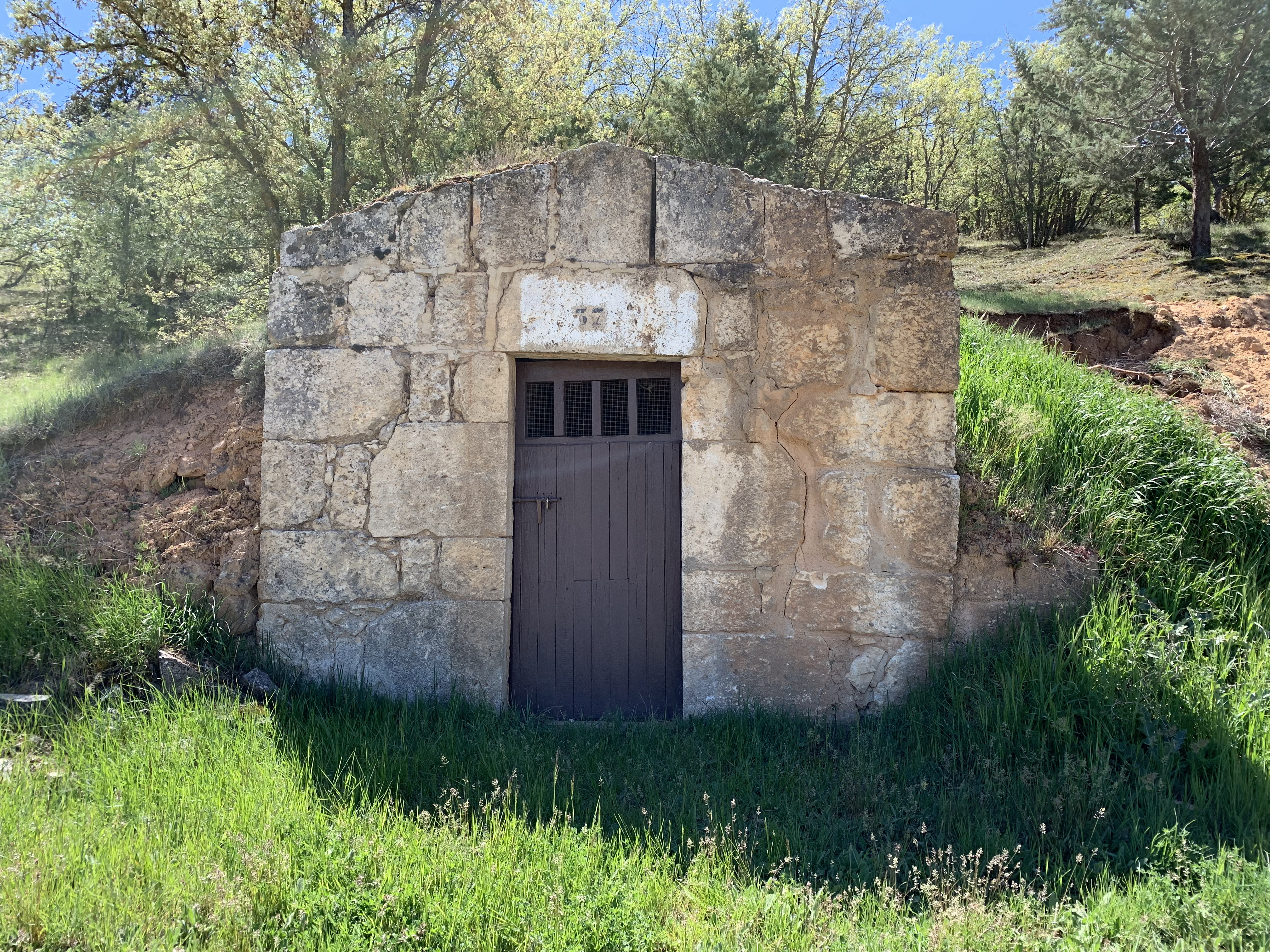
Felsenkeller (bodega)

Pinillos de Esgueva
- Im ca. 6 km nördlich am Río Esgueva gelegenen Weiler Pinillos de Esgueva[6] steht eine mauerumschlossene romanische Wehrkirche.[7]